# StreetDance 3D
StreetDance 3D (poznat i kao StreetDance u 2D inačici) je britanski glazbeni film objavljen 21. svibnja 2010. godine.
Londonska plesna skupina koja trenira za „StreetDance“ prvenstvo Velike Britanije prisiljena je surađivati s baletnom skupinom plesača u školi Royal Dance u zamjenu za prostor za vježbanje. Dvije plesne skupine nemaju doslovno ništa zajedničkog osim velike strasti za uspjehom pa će uskoro shvatiti da je jedini način za pobjedu udruživanje snaga i prikazivanje dosad neviđenih plesnih nastupa.
Glumica Charlotte Rampling predvodi sjajnu, raznoliku glumačku postavu sačinjenu od nadolazećih plesačkih i glumačkih zvijezda, među kojima su Nichola Burley, Richard Winsor i debitant George Sampson. U filmu se također pojavljuje i prava senzacija – plesačka skupina Diversity, pobjednici britanskog „Supertalenta“ 2009. godine.
Režiran od strane nagrađivanih redatelja Maxa Giwe i Danie Pasquini, uz scenarij Jane English, film StreetDance 3D snimljen je u posebnoj 3D tehnologiji.

## Uloge
- Flawless ... The Surge (Plesna Skupina)
- Diversity ... Themselves (Plesna Skupina)
- George Sampson ... Eddie
- Akai Osei ... Muškarac u Šoping Centru
- Nichola Burley ... Carly
- Ukweli Roach ... Jay
- Charlotte Rampling ... Helena
- Eleanor Bron ... Madame Fleurie
- Jeremy Sheffield ... Michael
- Chris Wilson ... Cafe Parent
- Rachel McDowall ... Isabella
- Patrick Baladi ... Mr Harding
- Jocelyn Jee Esien ... Delilah
- Tameka Empson ... Sharonda
- Jennifer Leung ... Bex
- Rhiann Keys ... Baletan
- Sianad Gregory ... Chloe
- Richard Winsor ... Tomas
- Daniella Masterson ... Balerina
- Teneisha Bonner ... Shawna
- Kofi Aggyman ... Mack
- Lex Milczarek ... Boogie

## Soundtrack
- 1. Tinie Tempah - Pass Out
- 2. N-Dubz feat. Bodyrox - We Dance On
- 3. Lightbulb Thieves - Work It Out
- 4. Ironik - Tiny Dancer (Hold Me Closer)
- 5. N-Dubz - Strong Again
- 6. Pixie Lott - Live for the Moment
- 7. Aggro Santos feat. Kimberly Wyatt - Candy
- 8. Cheryl Cole - Fight for This Love (Crazy Cousinz Remix)
- 9. Lethal Bizzle - Going Out Tonight
- 10. Sugababes - Get Sexy
- 11. LP & JC - The Humblest Start
- 12. Wiley - Cash In My Pocket
- 13. Madcon - Beggin'
- 14. LP & JC feat. Skibadee, Mc Det, Chrome & Blemish - Club Battle
- 15. Fatboy Slim - Champion Sound
- 16. Vega4 - Life Is Beautiful
- 17. McLean - Broken
- 18. Swiss feat. Music Kidz - One In a Million

### iTunes Bonus
- 1. Craig David - One More Lie (Standing in the Shadows) [Donae'o Mix]
- 2. N-Dubz - I Don't Wanna Go to Sleep
- 3. LP & JC - Let's Dance
- 4. Movie Clip 1
- 5. Movie Clip 2